# Necrodes
Necrodes is een geslacht van kevers uit de familie van de aaskevers (Silphidae).

## Soorten
- Necrodes littoralis (Linnaeus, 1758)
- Necrodes nigricornis Harold, 1875
- Necrodes surinamensis (Fabricius, 1775)